# Telfer Mine Road
Die Telfer Mine Road ist eine Outbackpiste im Nordwesten des australischen Bundesstaates Western Australia, in der Region Pilbara. Sie verbindet die Rippon Hills Road nördlich der Woodie Woodie Mine mit der Wapet Road am Westufer des Lake Auld.

## Verlauf
43 km nördlich der Woodie Woodie Mine, am Westrand der Gregory Range, bildet die von der Bergbaugesellschaft gebaute und unterhaltene Telfer Mine Road die Fortsetzung der Rippon Hills Road nach Südosten. Sie überquert die Gregory Range nach Osten und verläuft am Südrand der Großen Sandwüste durch Aboriginesgebiet der Martu Richtung Südosten. Nach ca. 130 km ist die Telfer Mine, ein Kupfer- und Goldmine am Ostrand der Paterson Range, erreicht.
Von dort führt der Track weiter nach Südosten, entlang des Nordufers des Lake Dora im Nordostteil Rudall-River-Nationalpark zur Aboriginessiedlung Pummu. Weitere ca. 75 km südöstlich trifft die Telfer Mine Road am Westufer des Lake Auld auf die Wapet Road und endet.

## Straßenzustand
Die Telfer Mine Road ist auf ihrer gesamten Länge unbefestigt.